# Штройзелькухен
Штройзелькухен (нім. Streuselkuchen) — загальна назва популярної випічки в Верхній Сілезії. Польською назва пишеться як kołacz śląski, німецькою пишеться як Streuselkuchen. Традиційна страва польської та німецької кухні, а також кухня євреїв-ашкеназі.

## Традиційний вигляд та приготування
Штройзелькухен можна назвати одним з регіональних різновидів польського традиційного калача, його випікають не тільки для щоденного вживання, але як обрядову випічку. Найбільш популярними різновидами пирога є такі: розсипний пиріг (без начинки), сирний пиріг, пиріг з маком та пиріг з яблучною начинкою. Згідно традиції усі види такого пирога називаються сілезьким пирогом. Основна специфіка та відмінність від іншої випічки є його форма. На відміну від старовинної традиції в Польщі випікати випічку круглою форми в XIX столітті в Сілезії все частіше почали випікати пироги прямокутної форми, що і стало характерним для цього пирога. Ця зміна відбулася з практичних міркувань — оскільки замість печей старої форми господині все частіше почали готувати за допомогою домашніх духовок, з метою зекономити місце деки круглої форми замінили деками прямокутної форми в яких тепер випікалися пироги.
Ще однією характерною особливістю страви є специфічна посипка, це відрізняє його від подібних хлібобулочних виробів з інших частин Польщі, проте це водночас збільшує важкість вироблення такого пирога.
Сілезький пиріг має характерний для нього масляний запах, його консистенція також трохи м'якша та висота менша, якщо порівнювати його з іншими пирогами який є традиційними для Польщі.
За шириною форма пирога який випікається на стандартних деках, зазвичай є прямокутним з розмірами відразу після випікання 40 × 60 см(±5 см) і висотою приблизно 3,5 см (±0,5 см). Маса вже готового виробу може становити 5–6 кг. Зазвичай пиріг перед вживанням ріжеться на шматки розмір яких може становити 4–6 см на 4–6 см.
Сам по собі пиріг може бути як з начинкою так і без неї. При цьому такий продукт в перерізі виглядає як одношарове дріжджовий корж, який на верху має характерну посипку. Більш популярний варіант пирога з внутрішнім наповненням, містить три шари, де внутрішнім шаром є сирна, макова чи яблучна начинка. Коржики мають характерний кремовий колір, а колір начинки залежить від її складу.

## Історія
Традиція випічки калачів в Сілезії сягає часів середньовіччя, тоді до виробів з тіста селяни та жителі міст відносилися шанобливо згідно християнських традицій та випікали для свят, особливих днів, зокрема таких як весілля. Перші записи, які згадують випікання сілезького калача в регіоні Сілезії датуються XVIII століттям, а перші рецепти, які стосуються пирога можна знайти надрукованими в друкованих виданнях 30-их років XX століття.
Варто згадати, що пиріг був широко розповсюджений у всій Сілезії, як в місцях де проживали поляки так і німці і його неодноразово випікали як в приватних господарствах так і на ярмарках. Німецький поет Йозеф фон Айхендорф у своєму листі в серпні 1857 року писав: «Сьогодні парафіяльний фестиваль, тож на сніданок був розсипний пиріг». Сілезький поет Герман Баух (1856—1924) навіть присвятив йому написану ним поему «Sträselkucha».

## Підтвердження Географічного походження
Streuselkuchen було офіційно оголошено регіональним продуктом в ЄС. Після 4 років досліджень Європейська Комісія записало його до списку традиційних продуктів Європи.

## Галерея

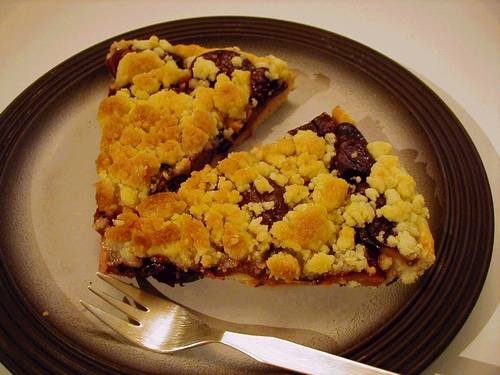
Пиріг зі сливами
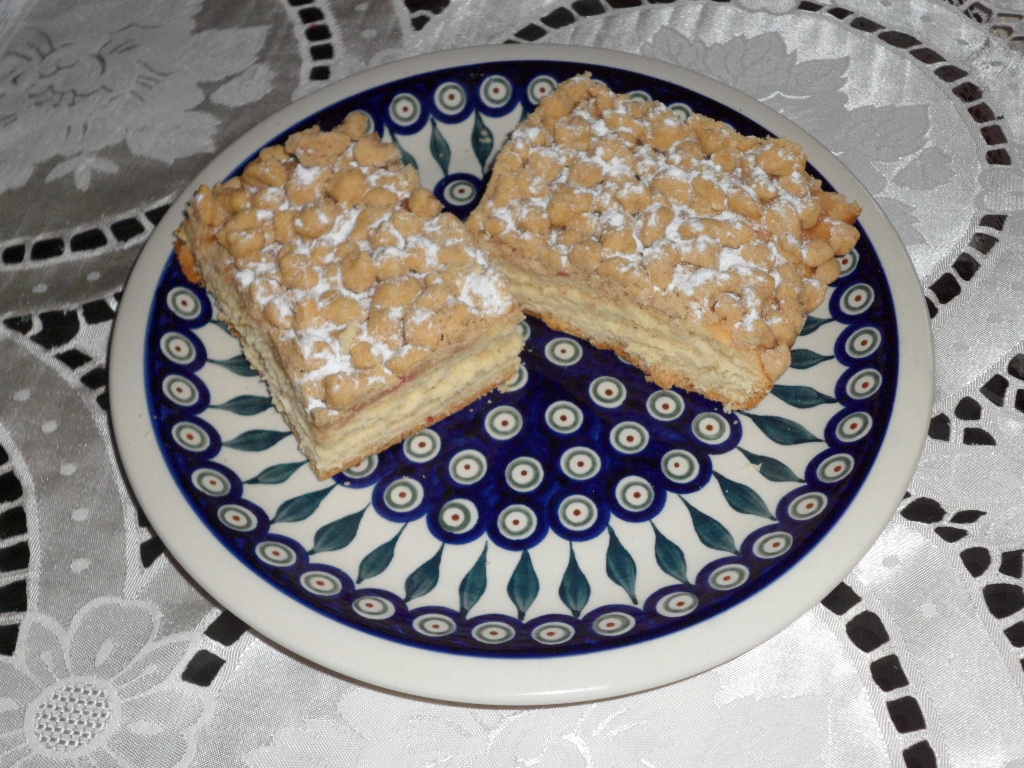
Порізаний пиріг
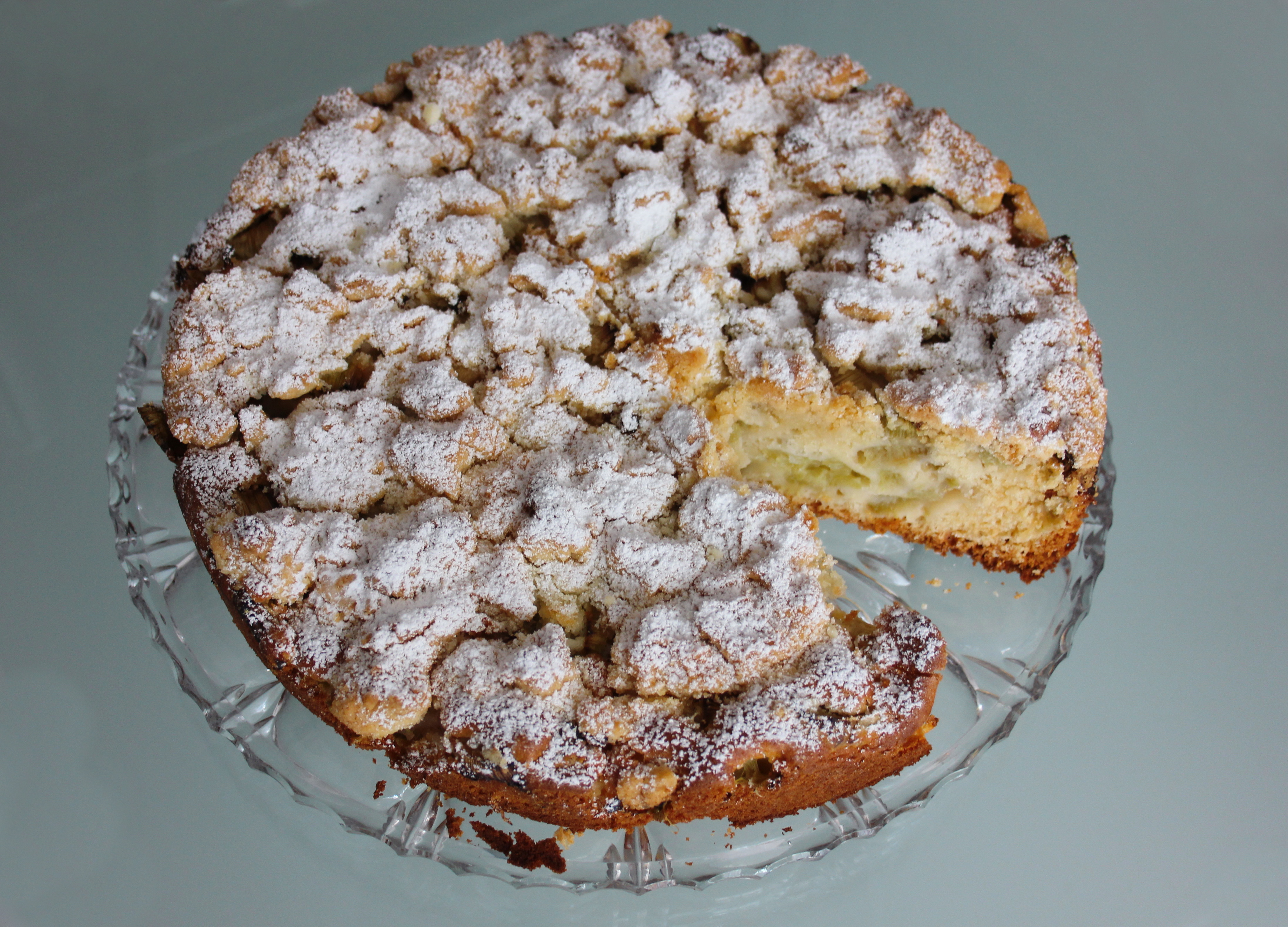
Пиріг з рабарбарем
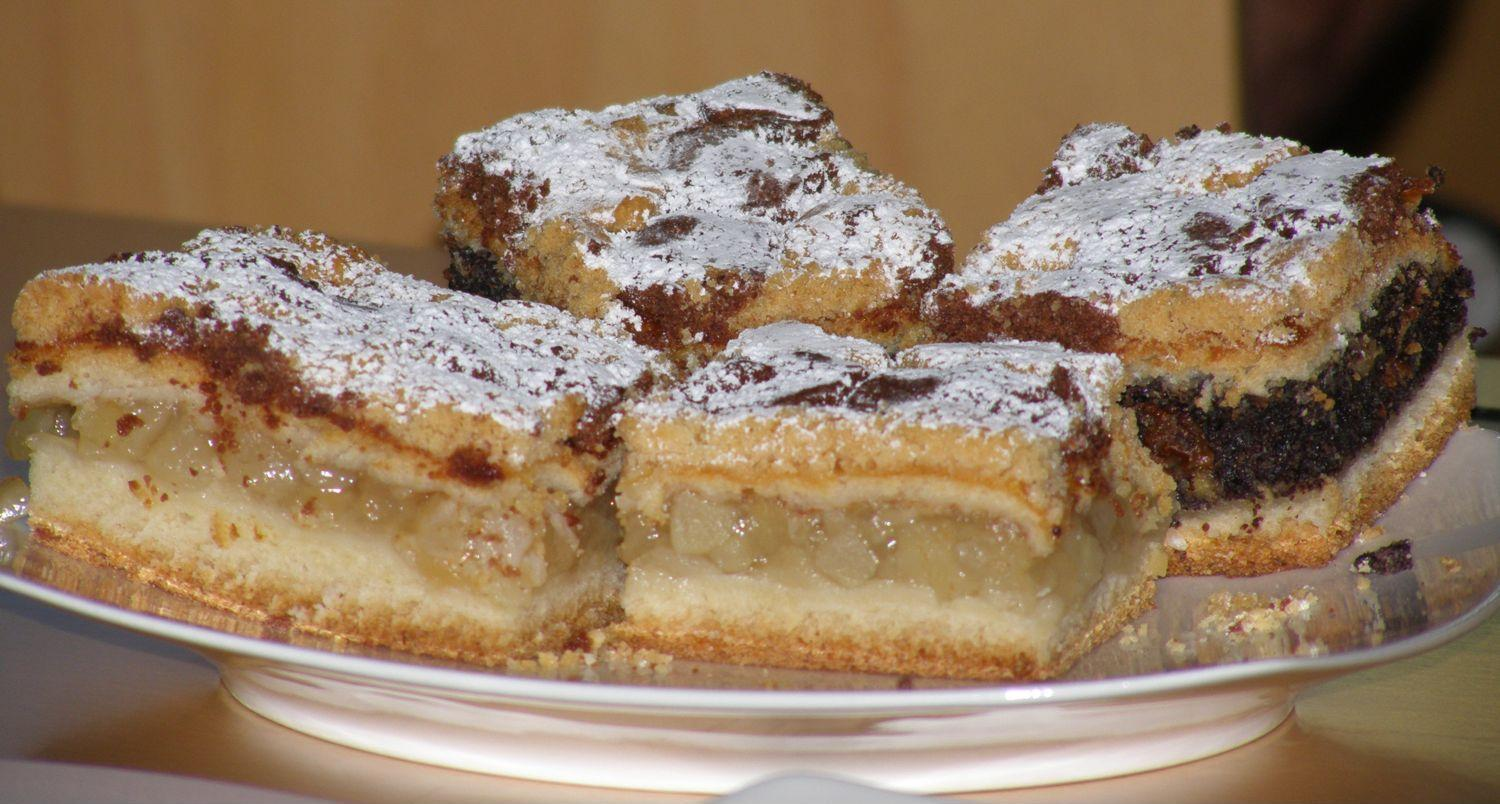
Streuselkuchen
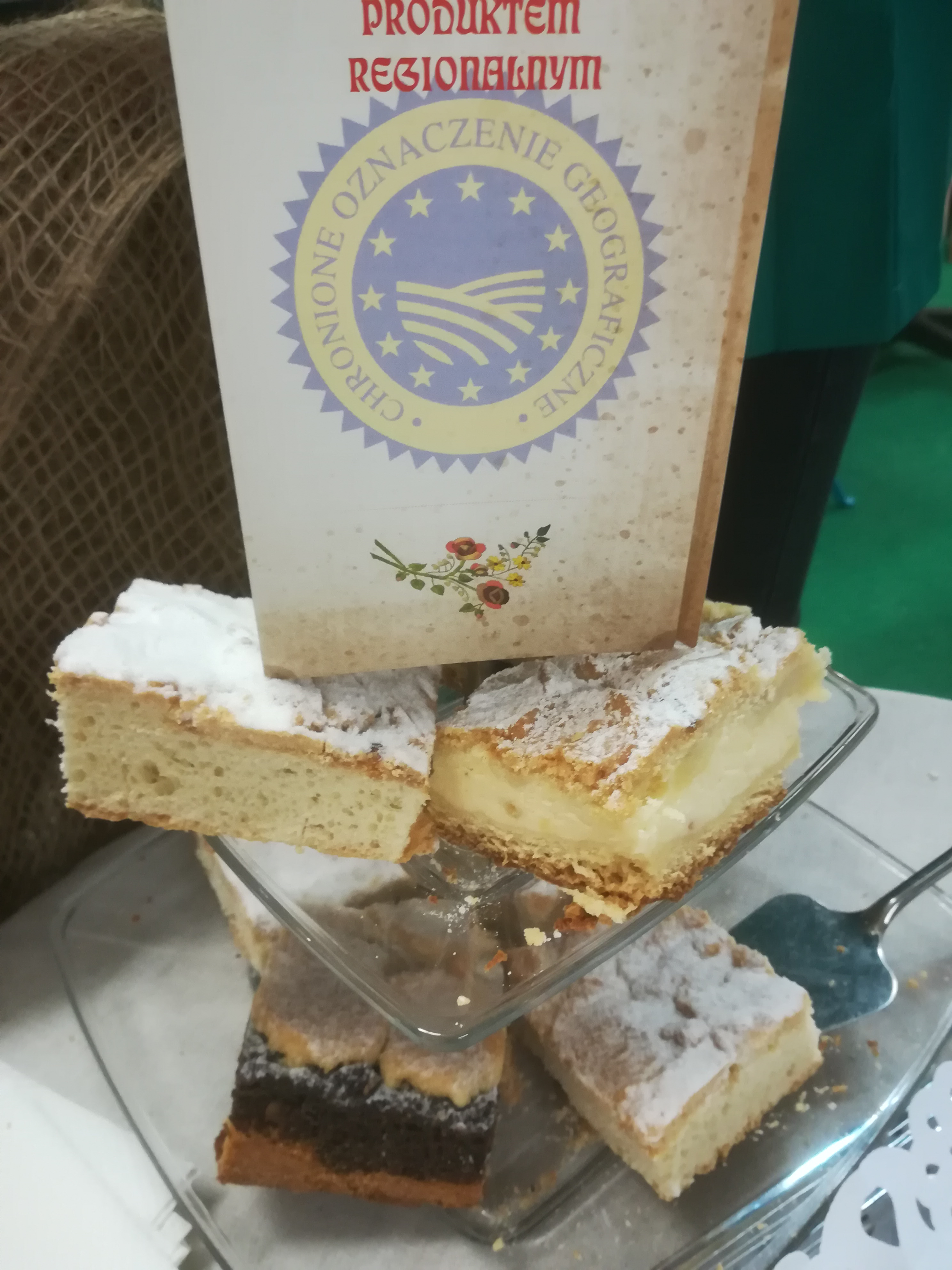
Географічна позначка ЄС щодо традиційних продутків на етикетці

## Вебпосилання
- Вікісховище має мультимедійні дані за темою: Штройзелькухен
- How to make Crumb Cake - Easy Cooking! на YouTube